# بیهایم (دهانه)
بیهایم یک دهانه برخوردی در ماه‌ است.

## دهانه‌های اقماری
این دهانه ۶ دهانه اقماری دارد.
| Behaim | عرض جغرافیایی | طول جغرافیایی | قطر          |
| ------ | ------------- | ------------- | ------------ |
| C      | ۱۶.۷° S       | ۷۷.۸° E       | ۱۳.۰ کیلومتر |
| B      | ۱۶.۱° S       | ۷۶.۸° E       | ۲۴.۰ کیلومتر |
| BA     | ۱۶.۴° S       | ۷۶.۰° E       | ۱۴.۰ کیلومتر |
| N      | ۱۶.۱° S       | ۷۳.۵° E       | ۹.۰ کیلومتر  |
| S      | ۱۶.۶° S       | ۸۱.۴° E       | ۲۵.۰ کیلومتر |
| T      | ۱۶.۱° S       | ۸۱.۳° E       | ۱۱.۰ کیلومتر |